# Valbo-Ryrs kyrka
Valbo-Ryrs kyrka är en kyrkobyggnad i Munkedals kommun. Den tillhör sedan 2022 Munkedals församling (tidigare Valbo-Ryrs församling) i Göteborgs stift.

## Kyrkobyggnaden
Valbo-Ryrs stenkyrka ligger på krönet av en kulle, strax intill ett skogklätt bergsmassiv och med utsikt över Viksjön. Den uppfördes 1902-1903, efter ritningar av Hjalmar Cornilsen och ersatte en äldre träkyrka från 1742, med tillhörande klockstapel, belägen cirka 300 m längre åt väster, vid södra änden av Viksjön. Kyrkan bedömdes vara liten, kall och dragig varför man beslutade bygga nytt. Platsen för kyrkan ska ha kallats för Kyrkerud. Av den gamla kyrkan återstår endast en ödekyrkogård och en minnessten i närheten av Ryrs säteri. Texten på stenen lyder: "Till den gamla kyrkans åminnelse reste Valbo-Ryrs församling denna vård 1939". Det skall enligt uppgift ha funnits en ännu äldre kyrka, på en udde i Viksjön.

Byggnaden är uppförd i florentisk stil med tresidigt kor, spetsbågiga muröppningar och strävpelare. Det sidoställda tornet kröns av en hög spira. Det vitputsade kyrkorummets innertak har delvis blottade takstolskonstruktioner med nygotiska snickerier. Ursprungligen var granitmurarna menade att förbli exponerade men de putsades tidigt över. Taket var tidigare täckt med svarta skifferplattor. 
Efter fuktskada hösten 2005 hölls kyrkan stängd en längre tid. Kyrkonämnden föreslog 2008 att den förfallna kyrkan skulle rivas, men efter starka protester från sockenbor beslutade kyrkofullmäktige i Foss-Sörbygdens pastorat i maj 2009 att renovera kyrkan.

## Inventarier

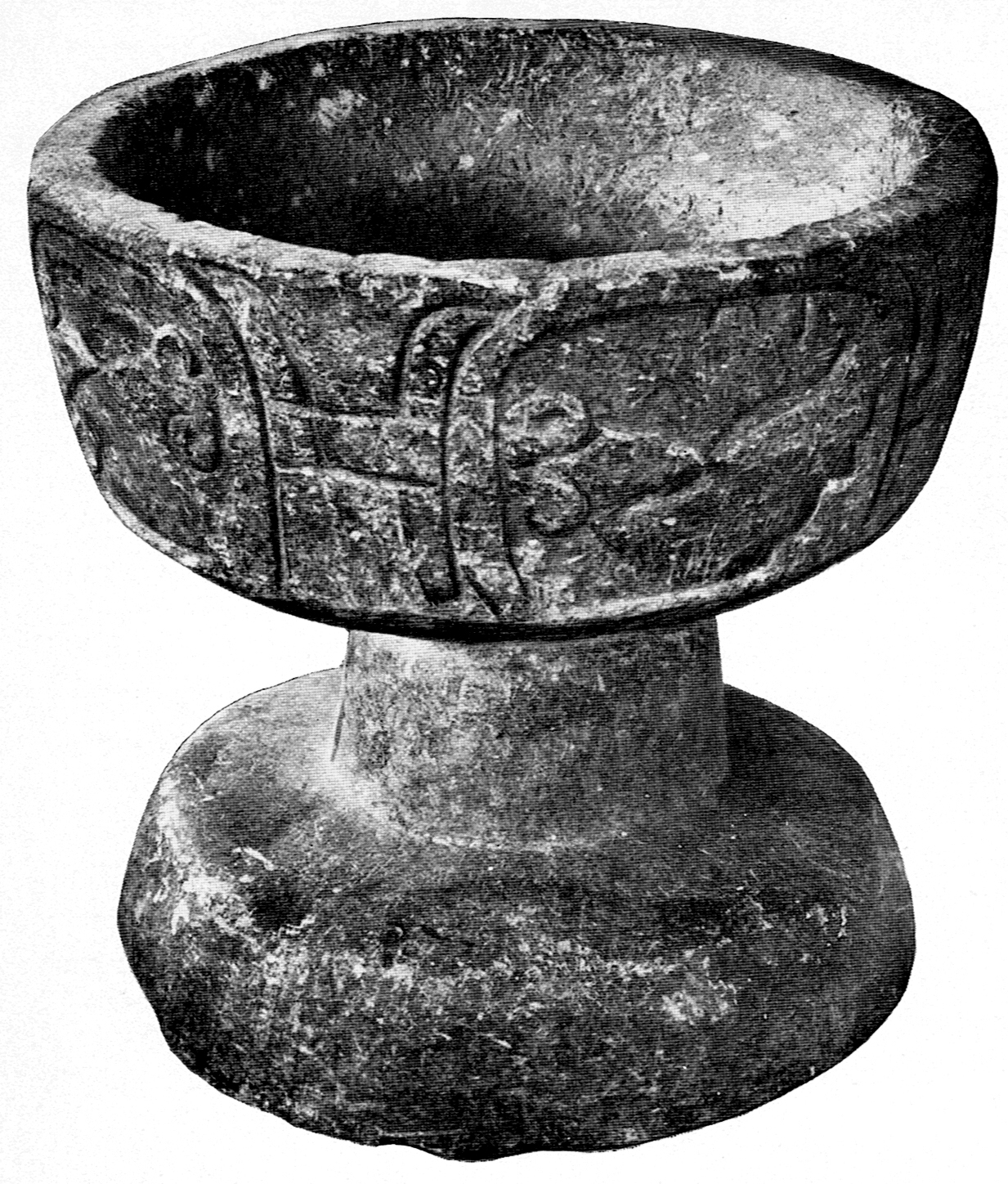
Dopfunten.

- Dopfunt av täljsten  från 1200-talet. Höjd 57 cm i två delar. Cuppan är bägarformad med ett litet skaft. Runt cuppan finns fem arkadbågar och mellan dem treflikiga ornament. I bågarna finns även inskjutna liljeornament av olika utformning. Det finns även djurfigurer. Foten är stor och klumpig och hör eventuellt inte ursprungligen samman med cuppan. Uttömningshål finns i funtens mitt. Cuppan har skador som är lagade med cement.[3] Den tillhör en grupp om tre funtar från Dalsland, jämte denna de i Ödeborgs kyrka och Erikstads kyrka, samt två i Bohuslän.[4]

Den fasta inredningen är i huvudsak samtida med byggnadens uppförande. Följande äldre inventarier är dock bevarade:
- Predikstol från 1632
- Diakonskulptur från 1400-talet som avbildar en manligt helgon.
- En ljuskrona i böhmisk kristall från början av 1800-talet hänger i taket.
- Två stolar i björk från 1700-talet.

### Orgel
En kororgel från Magnussons orgelbyggeri har ersatt den ursprungliga orgeln.